# Dwars door het Hageland 2025
La Dwars door het Hageland 2025, diciannovesima edizione della corsa e valevole come ventottesima prova dell'UCI ProSeries 2025 categoria 1.Pro, si svolse l'8 giugno 2025 su un percorso di 180 km, con partenza da Aarschot e arrivo a Diest, nella provincia del Brabante Fiammingo, in Belgio. La vittoria fu appannaggio del francese Paul Magnier, il quale completò il percorso in 4h00'29", alla media di 44,910 km/h, precedendo il norvegese Rasmus Tiller e l'olandese Tibor Del Grosso.
Sul traguardo di Diest 46 ciclisti, dei 114 partiti da Aarschot, portarono a termine la competizione.

## Squadre e corridori partecipanti
| N.      | Cod. | Squadra                 |
| ------- | ---- | ----------------------- |
| 1-7     | ADC  | Alpecin-Deceuninck      |
| 11-17   | IWA  | Intermarché-Wanty       |
| 21-27   | SOQ  | Soudal Quick-Step       |
| 31-37   | TVL  | Team Visma-Lease a Bike |
| 41-47   | TPP  | Team Picnic PostNL      |
| 51-57   | JAY  | Team Jayco AlUla        |
| 61-67   | ARK  | Arkéa-B&B Hotels        |
| 71-75   | COF  | Cofidis                 |
| 81-87   | XAT  | XDS Astana Team         |
| 91-96   | CJR  | Caja Rural-Seguros RGA  |
| 101-107 | EUS  | Euskaltel-Euskadi       |
| 111-115 | IPT  | Israel-Premier Tech     |
| 121-127 | TFB  | Team Flanders-Baloise   |

| N.      | Cod. | Squadra                            |
| ------- | ---- | ---------------------------------- |
| 131-137 | LOT  | Lotto                              |
| 141-147 | Q36  | Q36.5 Pro Cycling Team             |
| 151-157 | TNN  | Team Novo Nordisk                  |
| 161-167 | TEN  | TotalEnergies                      |
| 171-177 | RKT  | Unibet Tietema Rockets             |
| 181-187 | UXM  | Uno-X Mobility                     |
| 191-197 | WB2  | Wagner Bazin WB                    |
| 201-207 | BGL  | Baloise Glowi Lions                |
| 211-217 | PSC  | Pauwels Sauzen - Cibel Clementines |
| 221-227 | TIS  | Tarteletto-Isorex                  |
| 231-237 | MET  | Metec-Solarwatt p/b Mantel         |
| 241-247 | BCY  | BEAT Cycling Club                  |

## Ordine d'arrivo (Top 10)
| Pos. | Corridore        | Squadra  | Tempo    |
| ---- | ---------------- | -------- | -------- |
| 1    | Paul Magnier     | Soudal   | 4h00'29" |
| 2    | Rasmus Tiller    | Uno-X    | a 3"     |
| 3    | Tibor Del Grosso | Alpecin  | a 9"     |
| 4    | Quinten Hermans  | Alpecin  | a 14"    |
| 5    | Mike Teunissen   | Astana   | a 23"    |
| 6    | David Haverdings | Baloise  | a 28"    |
| 7    | Jonas Abrahamsen | Uno-X    | s.t.     |
| 8    | Alex Colman      | Flanders | s.t.     |
| 9    | Jasper Philipsen | Alpecin  | a 36"    |
| 10   | Pier-André Côté  | Israel   | a 38"    |